# Oreodera lezamai
Oreodera lezamai là một loài bọ cánh cứng trong họ Cerambycidae.